# Jürgen Werner (Fußballspieler, 1967)
Jürgen Werner II (* 27. April 1967 in Linz) ist ein ehemaliger österreichischer Fußball-Nationalspieler. Der Verteidiger erreichte 1994 mit dem FC Linz das ÖFB-Cupfinale. Sein ihm bis heute erhaltengebliebenes Namensanhängsel „II“ bekam er dadurch verliehen, dass er gemeinsam mit seinem Namensvetter Jürgen Werner I einen größeren Teil seiner Karriere beim SK VÖEST Linz gespielt hat.

## Karriere
Jürgen Werner II gab als Verteidiger in der Saison 1986/87 sein Debüt für den SK VÖEST Linz in der 1. Division. Spielte er im ersten Jahr noch im Meisterplayoff, musste er bereits ein Jahr später im Mittleren Playoff den Gang in die 2. Division hinnehmen, wo anschließend der Klassenerhalt im Abstiegsplayoff gesichert werden musste. Letztlich konnte aber Jürgen Werner II an der Seite der Nationalspieler Jürgen Werner I und Harald Gschnaidtner 1991 als Sieger im Mittleren Playoff den Wiederaufstieg mit seiner Mannschaft in die 1. Division feiern, wo die Koksstierler nach dem VÖEST-Ausstieg einmal die Klasse halten konnten.
In der Saison 1993/94 in der 2. Division schaffte Jürgen Werner II unter Trainer Walter Knaller nicht nur die Rückkehr in die 1. Division, sondern auch den Einzug ins ÖFB-Cupfinale, welches aber klar mit 4:0 an die Wiener Austria ging. Der Verteidiger kam daraufhin unter ÖFB-Teamchef Herbert Prohaska auch zu zwei Länderspieleinsätzen in der österreichischen Nationalmannschaft bei der EM-Qualifikation 1996. Nach der Linzer Fusion 1997 ging Jürgen Werner II in die Regionalliga Mitte zu Union St. Florian, wo er ein Jahrzehnt tätig war. 2007 wechselte er zum in der Bezirksliga Nord (6. Spielklasse) spielenden ASKÖ Mauthausen. Im Juni 2010 beschimpfte Jürgen Werner den Unparteiischen und wurde aufgrund dieser Disziplinlosigkeit für zwei Pflichtspiele gesperrt. Dies bedeutete das Ende seiner Tätigkeit in Mauthausen. In Mauthausen war er bis zuletzt Stammspieler und hatte es in vier Spielzeiten saisonübergreifend auf 66 Meisterschaftseinsätze gebracht. In der Saison 2010/11 spielte er noch für den ASK St. Valentin in der Bezirksliga Ost, bevor er im Sommer 2011 seine Karriere beendete. Auch bei St. Valentin fungierte er – zum Schluss 44-jährig – noch immer als Stammspieler der Mannschaft und brachte es auf 23 Meisterschaftseinsätze.

## Erfolge
- 1 × Österreichischer Cupfinalist: 1994
- 2 Spiele für die österreichische Fußballnationalmannschaft: 1994